# Genialna prijateljica
Genialna prijateljica (italijansko L'amica geniale) je prvi zvezek štiridelne serije romanov italijanske pisateljice Elena Ferrante z naslovom Neapeljski cikel. Roman je izšel leta 2011, slovenski prevod pa je izšel leta 2017.

## Zgodba
Dogajanje v romanu se začne leta 2010, ko pripovedovalka Elena Greco (Lenù) prejme telefonski klic sina stare prijateljice. Rino, sin Rafaelle Cerullo, ji pove, da je njegova mama izginila in v hiši ni pustila nobene sledi. Elena to vedenje prepozna, saj je Rafaella (ki jo kliče Lila, vsi drugi pa Lina) o tem vedno govorila, in verjame, da je namerno izginila. V duhu njunega ljubečega, a ambivalentnega odnosa Elena prelomi obljubo, da ne bo pisala o svoji prijateljici, in začne zapisovati vse, česar se spomni o Lili, začenši z Neapljem v petdesetih letih prejšnjega stoletja. 
Elena in Lila odraščata v revni soseski, polni nasilja in konflikta, v kateri zelo malo otrok nadaljuje šolanje po osnovni šoli. Elena je pridna in pritegne pozornost svoje osnovnošolske učiteljice, ki jo spodbuja, naj pobegne življenju obubožanega plebejskega razreda. Na presenečenje vseh se zelo uporniška Lila izkaže za izjemno učenko. Sama se je naučila brati in pisati. Hitro pridobi najvišje ocene v razredu, na videz brez truda. Elena je nad Lilo očarana in se je hkrati boji, še posebej potem, ko Lila napiše zgodbo, za katero Elena meni, da je prav genialna. Začne se truditi, da bi jo dohajala. Ko Lila vrže Elenino lutko v kletni žleb lokalnega posojilničarja (katerega se vsi sosedi bojijo), Elena stori isto z Lilino lutko kot dokaz, da je lahko tako drzna kot njena prijateljica. Ko Lila neustrašno odide do posojilojemalca, da bi prosila za vrnitev punčk, gre Elena z njo, čeprav jih nazadnje ne morejo vrniti. 
Poti obeh deklet se prvič razideta, ko Lilini starši nočejo plačati nadaljnjega šolanja. Po pritisku zaskrbljene učiteljice se Elenin oče strinja, da bo Eleni plačal dodatne ure za zaključni izpit. Tudi Lila vztraja, kar njenega očeta tako razjezi, da jo vrže skozi stekleno okno eno nadstropje nad dvoriščem in ji zlomi roko. Nekega dne Lila prepriča Eleno, naj šprica šolo in gre z njo peš do morja, na poti pa si premisli in odhiti domov. Elena razume, da je bil to ambivalenten poskus, da bi Elenini starši premislili njenemu izobraževanju, in Lili odpusti, saj ve, da ji je težko in da se počuti zapuščeno, medtem ko Lena lahko nadaljuje šolanje. 
Medtem ko Elena obiskuje srednjo šolo, se Lila ukvarja z očetovo trgovino s čevlji. Kljub njegovemu nasprotovanju sanja o oblikovanju novih vrst čevljev, s katerimi bi družina obogatela. Prav tako postaja vse lepša in pritegne večino mladih moških iz soseske, vključno z Marcellom Solaro, mladim sinom močnega lokalnega vodje Camorre. Čeprav njena družina nanjo pritiska, naj se poroči z Marcellom, se Lila upira, ker meni, da so Solarovi zlobni. Da bi ušla Marcellu, sprejme zaroko Stefana Carraccija, sina posojilničarja in lastnika lokalne trgovine z živili. Zdi se, da Stefano ceni Lilino izvirnost, saj je kupil par čevljev, ki jih je njen brat izdelal po njenem dizajnu. Tako je prepričal očeta, da so njene ideje dragocene. Lila in Stefano se poročita, ko je stara šestnajst let. Priredita veliko zabavo, na katero povabita celotno sosesko, zabava pa je vrhunec pripovedi. Tam Lenù razmišlja o tem, kako je profesorica Oliviero govorila o ljudeh v soseski kot o plebejcih, "raji". 
Kaj je to raja, sem pravkar spoznavala, zdaj mi je bilo mnogo jasneje kot takrat pred leti, ko me je vprašala, Olivierova. Raja smo bili mi. Raja je bila tista borba za hrano in vino, tisti prepiri glede tega, koga so postregli prej in bolje, tista gnusoba na tleh, čez katero so spet in spet tacali natakarji, tiste vse bolj opolzke zdravice. Raja je bila moja mama, ki je pila, se zdaj s hrbtom naslanjala na ramo mojega očeta z resnim obrazom in se na vsa usta smejala železninarjevim spolnim namigovanjem. Smejali so se vsi, tudi Lila, kot nekdo, ki bo svojo vlogo odigral do konca.
Roman se konča s prihodom Marcella Solare, ki je bil povabljen proti Lilini volji. Na zabavo pride obut v čevlje, ki jih kupil Stefano. Ta ključni trenutek pokaže Lili in Lenù, da Stefano pravzaprav ni nič drugačen od Marcella.

## Glavni junaki
- Elena Greco (znana tudi kot Lenù ali Lenuccia) Pripovedovalka in glavna junakinja romana. Je prvorojenka v družini Greco in ima tri mlajše sorojence. Roman jo spremlja od šestega leta, ko vstopi v šolo in sreča Lilo, do 16. leta.
- Raffaella Cerullo (vsem poznana kot Lina, Lenù pa kot Lila) Elenina najboljša prijateljica, zaradi izginotja katere je začela pisati roman. Lila je po mnenju večine zelo inteligentna, vendar ji po osnovni šoli ni dovoljeno nadaljevati formalnega izobraževanja. Znana je tudi kot neukrotljiv, divji otrok. Roman se konča z njeno poroko, pri 16 letih, s Stefanom Carraccijem.
- Stefano Carracci: sin Don Achilleja in Marije Carraci, brat Pinuccie in Alfonsa. Na koncu romana se poroči z Lilo. Takrat se razkrije, da je imel dogovor z Marcellom Solaro, moškim, za katerega je Lila verjela, da mu je pobegnila.
- Don Achille: oče Stefana, Pinuccie in Alfonsa. Tihotapec, ki se ga boji vsa soseska, dekleti ga povezujeta z ogrom. Umorjen je, ko sta še otroka.
- Pasquale in Carmela Peluso: prijatelji Lile in Lenù. Pasquale se zaplete v komunistično partijo.
- Melina: vsem znana kot nora vdova, ki je doživela duševni zlom, potem ko jo je zapustil njen ljubimec Donato Sarratore. Mati Antonia in Ade.
- Antonio Cappuccio: prijatelj Lenù in Lile. Hodi z Lenù v njunih najstniških letih.
- Giovanni "Nino" Sarratore: sin Donata Sarratoreja, zapusti sosesko, ko sta majhni. Lenù je na skrivaj zaljubljena vanj.
- Brata Solara: Marcello in Michele, sinova lokalnega posojilničarja, sta namigovala, da sta povezana s Camorro.
- Maestra Oliviero poučuje Lilo in Lenù v osnovni šoli in pritiska na družino Greco, da pošlje Lenù v srednjo šolo.

## Sprejem
Leta 2019 je The Guardian uvrstil Genialno prijateljico na 11. mesto najboljših knjig od leta 2000.  Celotna serija romanov je bila navedena v Vulture kot ena od 12 "novih klasik".

## Adaptacija
Leta 2017 je bilo objavljeno, da HBO, RAI in TIMvision prilagajajo serijo romanov v miniserijo.  Oddaja se imenuje My Brilliant Friend po prvem romanu. Vsaka knjiga je prilagojena v sezono z osmimi epizodami. Serijo je ustavril Saverio Costanzo, posneta je v italijanskem in neapeljskem jeziku. V prvi sezoni sta kot Lenu in Lila najprej nastopili Elisa Del Genio in Ludovica Nasti. Vlogi sta prevzeli Margherita Mazzucco (kot Elena "Lenù" Greco, sezona 1–3) ter Gaia Girace (kot Raffaella "Lila" Cerullosezone sezona 1–3).  